# St. Anthony (Iowa)
St. Anthony è un comune degli Stati Uniti d'America, situato nello Stato dell'Iowa, nella contea di Marshall.